# Phantasmagoria (альбом Curved Air)
Phantasmagoria — третий студийный альбом британской прог-рок-группы Curved Air, записанный продюсером Колином Колдуэллом и выпущенный Warner Bros в марте 1972 года.

## Об альбоме
Диск поднялся до #20 в UK Albums Chart и был расценен критиками как новаторское произведение прогрессивного рока; в частности, здесь впервые был использован синтезатор EMS Synthi 100 — с его помощью репроцессировались фрагменты вокала Сони Кристины.
Многие годы альбом считался раритетом, пока не был перевыпущен на CD в апреле 2007 года.

## Список композиций

### Сторона 1
1. «Marie Antoinette» (Darryl Way, Sonja Kristina Linwood) (6:20)
2. «Melinda (More or Less)» (Linwood) (3:25)
3. «Not Quite the Same» (Way, Linwood) (3:44)
4. «Cheetah» (Way) (3:33)
5. «Ultra-Vivaldi» (Way, Francis Monkman) (2:22)

### Сторона 2
1. «Phantasmagoria» (Monkman) (3:15)
2. «Whose Shoulder Are You Looking Over Anyway?»[3] (Monkman) (3:24)
3. «Over and Above» (Monkman) (8:36)
4. «Once a Ghost, Always a Ghost» (Monkman, Linwood) (4:25)

## Участники записи
- Sonja Kristina — вокал, акустическая гитара
- Francis Monkman — гитара, клавишные, бэкинг-вокал
- Florian Pilkington-Miksa — ударные
- Darryl Way — скрипка, клавишные, меллотрон («Marie Antoinette»)
- Майк Уэджвуд — бас-гитара, акустическая гитара, вокал

Приглашённые музыканты
- Annie Stewart — флейта, «Melinda (More or Less)»
- Crispian Steele-Perkins — труба
- Paul Cosh — труба
- Jim Watson — труба
- George Parnaby — труба
- Chris Pyne — тромбон
- Alan Gout — тромбон
- David Purser — тромбон
- Steve Saunders — trombone
- Frank Ricotti — ксилофон
- Mal Linwood-Ross — перкуссия
- Colin Caldwell — перкуссия
- Jean Akers — перкуссия